# Villarroya de los Pinares
Villarroya de los Pinares es un municipio y localidad española de la provincia de Teruel, en comunidad autónoma de Aragón. El término municipal tiene una población de 163 habitantes (INE 2024).

## Geografía
Está situado en la comarca del Maestrazgo, en la parte septentrional de la sierra de Gúdar, junto al río Guadalope, a 1337 m de altitud y a una distancia de 51 km de la capital provincial, Teruel por la carretera A-226.

## Historia
A mediados del siglo XIX, el lugar contaba con una población censada de 1278 habitantes. La localidad aparece descrita en el decimosexto volumen del Diccionario geográfico-estadístico-histórico de España y sus posesiones de Ultramar de Pascual Madoz de la siguiente manera:

VILLARROYA DE LOS PINARES: v. con ayunt. en la prov. de Teruel (8 leg.), part. jud. de Aliaga (3) , dióc. y aud. terr. de Zaragoza y c. g. de Aragon. sit. en terreno sumamente montuoso entre dos arroyos, que forman el r.Guadalope: el clima es frio y propenso á afecciones de pecho. Tiene 280 casas de mediana construccion, entre ellas la del ayunt., formando cuerpo de pobl., cuyas calles son de mal piso y mal alineadas; una escuela de instruccion primaria concurrida por unos 40 niños; un pósito; hospital para pobres enfermos pero sin rentas; igl. parr. (La Asuncion de Ntra. Sra.) servida por un cura de término; una ermita con culto y un cementerio bien situado. Confina el térm. por el N. con el de Miravete; E. Fortanete; S. con Val de Linares, y O. Jorcas y Allepuz; en este térm. nace el r. antes citado, (V.) cuyas aguas brotan en sus sierras; hay repartidos por él hasta 42 masias ó casas de campo. El terreno es muy quebrado y peñascoso, todo de secano y de mediana calidad. Loscaminos son locales y malos. El correo se recibe en Alcañiz dos veces en la semana. prod.: trigo, cebada y algunas otras semillas; hay ganado lanar y caza de conejos y perdices. ind.: la agrícola y algunos telares de paños bastos. pobl.: 319 vec, 1,278 almas. riqueza imp.: 202,305 rs. Es patria del célebre canonista D. Francisco Pena.
(Madoz, 1850, p. 279)

## Demografía
Villarroya de los Pinares cuenta con una población de 163 habitantes (INE 2024).
| Gráfica de evolución demográfica de Villarroya de los Pinares entre 1842 y 2021                                     |
| |
| Población de derecho según los censos de población del INE Población de hecho según los censos de población del INE |

Tal como numerosos otros municipios de la provincia de Teruel, y la provincia en su conjunto, Villarroya de los Pinares tiene una baja densidad de población (cercana a 3 hab/km²). Desde hace décadas, el municipio experimenta una gradual despoblación de su territorio, en paralelo al envejecimiento de sus habitantes, así como ha ocurrido en tantos otros lugares de vocación principalmente agrícola y ganadera, situados en las mesetas y sierras de la España interior.

## Economía
Tradicionalmente, ha vivido de la agricultura y la ganadería. Más recientemente, el turismo rural ha comenzado a constituirse en una razón más para visitar el municipio. En las cercanías se encuentran las pistas de esquí de la Sierra de Gúdar. La abundante caza y pesca son atractivos adicionales.

## Administración y política

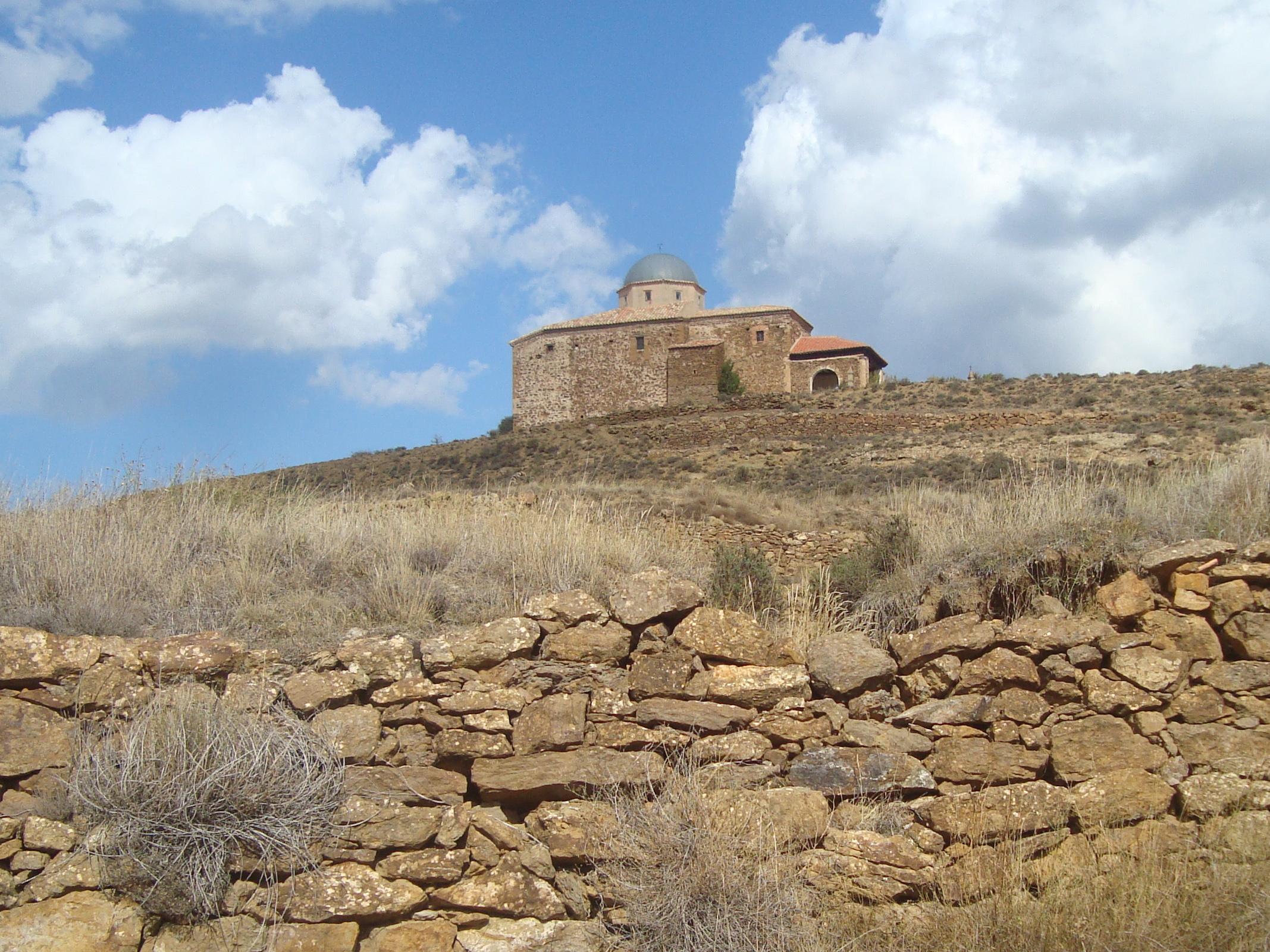
Ermita de San Benón

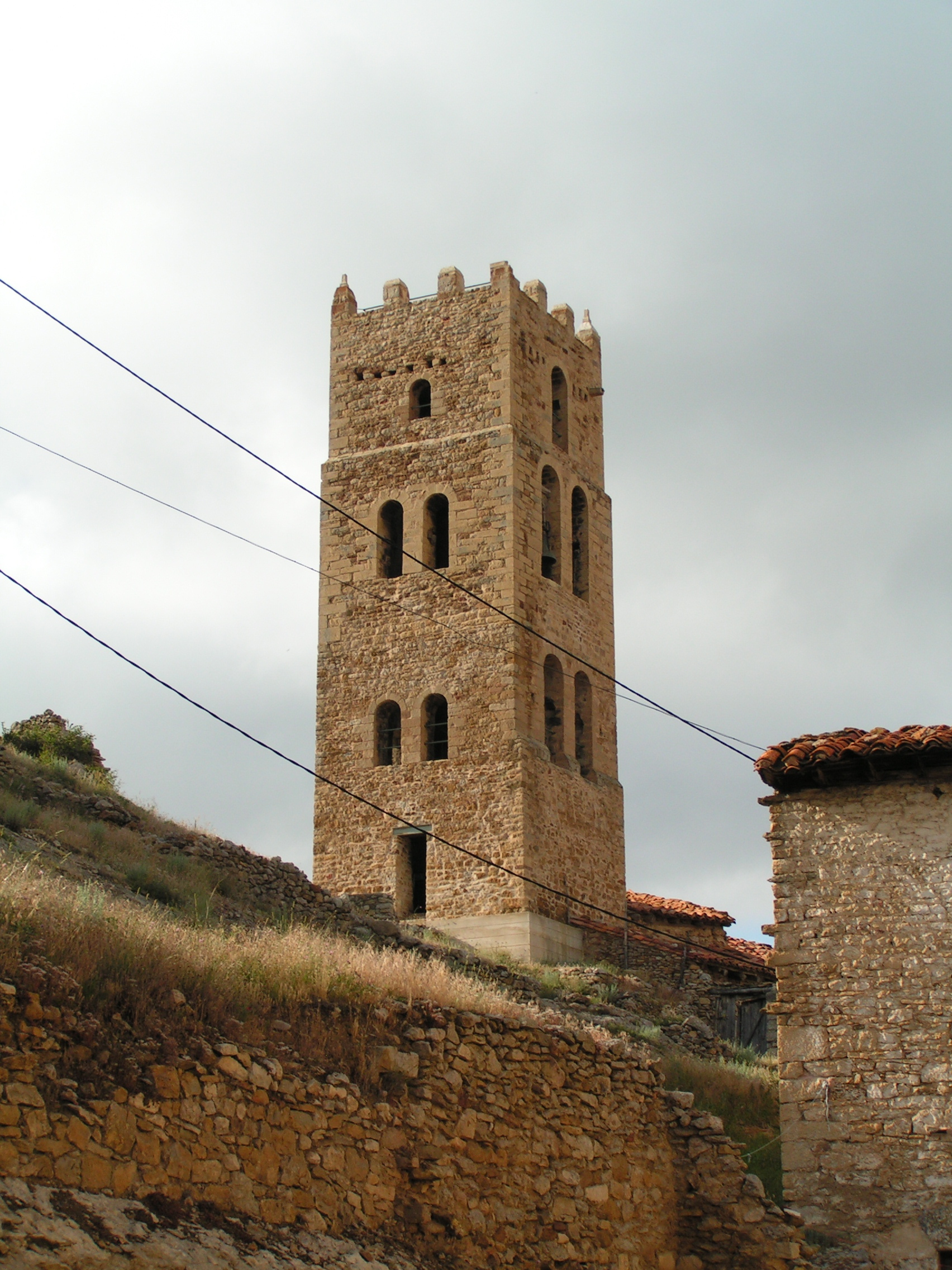
Torreón

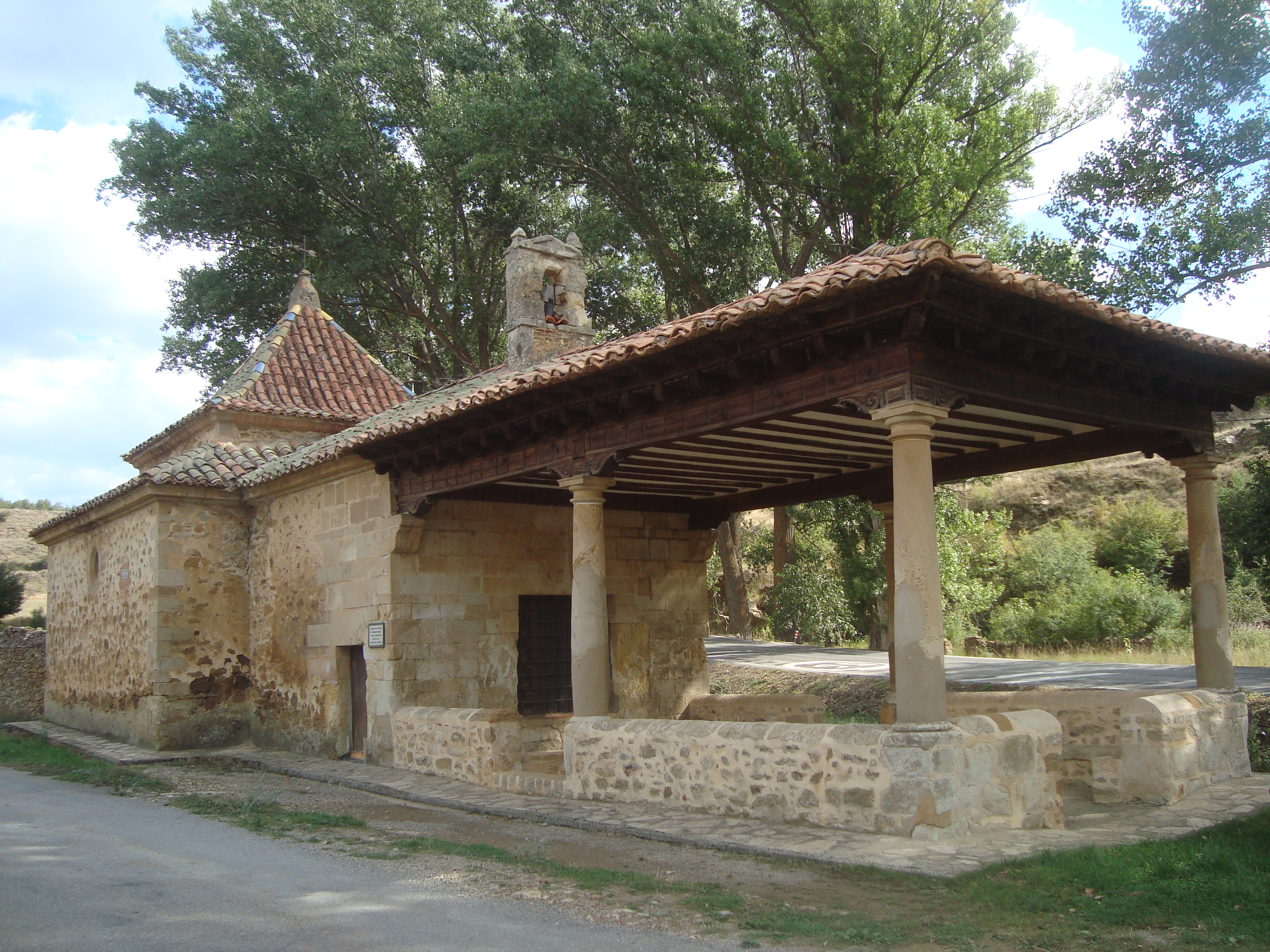
Ermita de la Virgen del Loreto

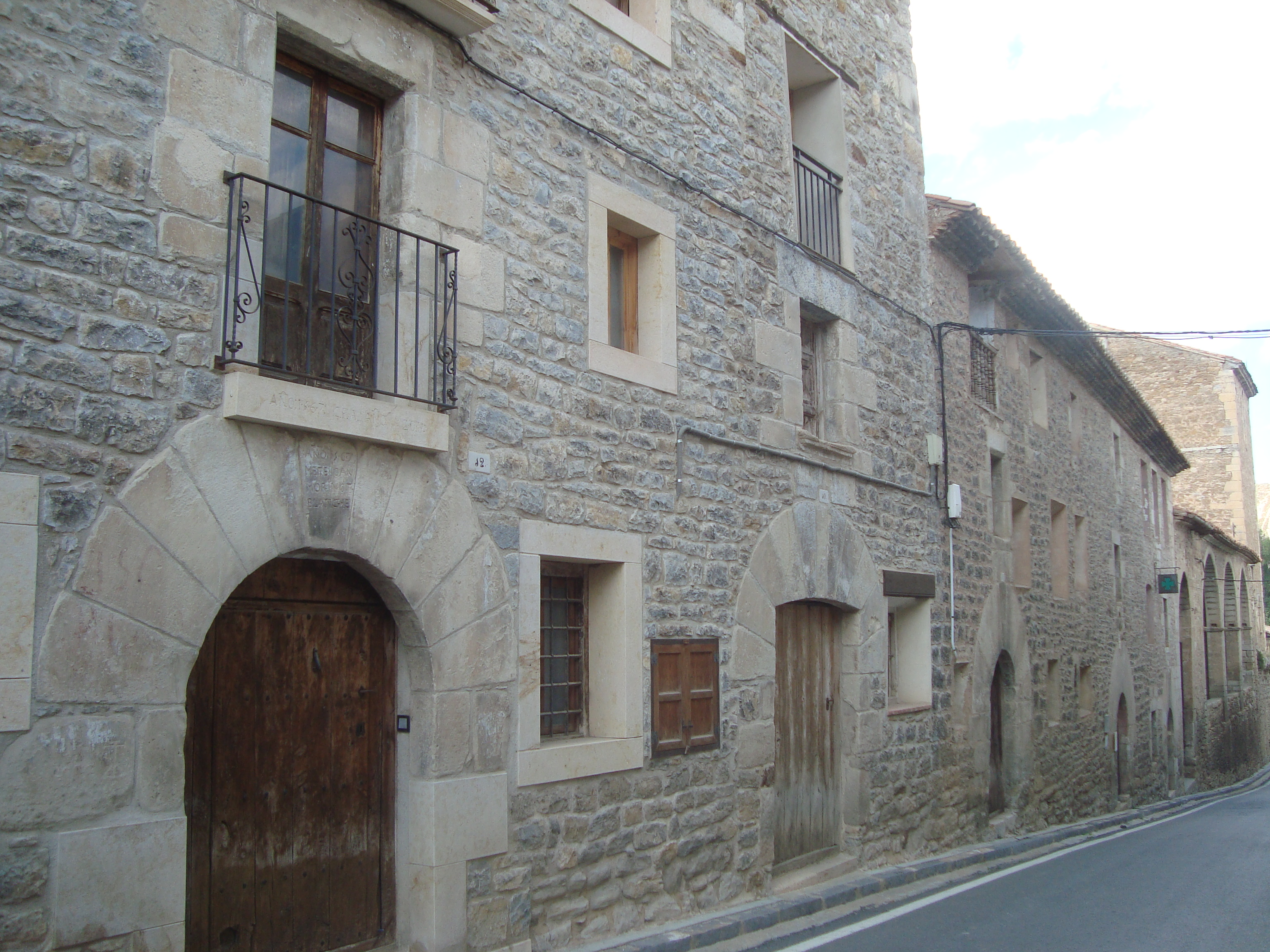
Calle del pueblo

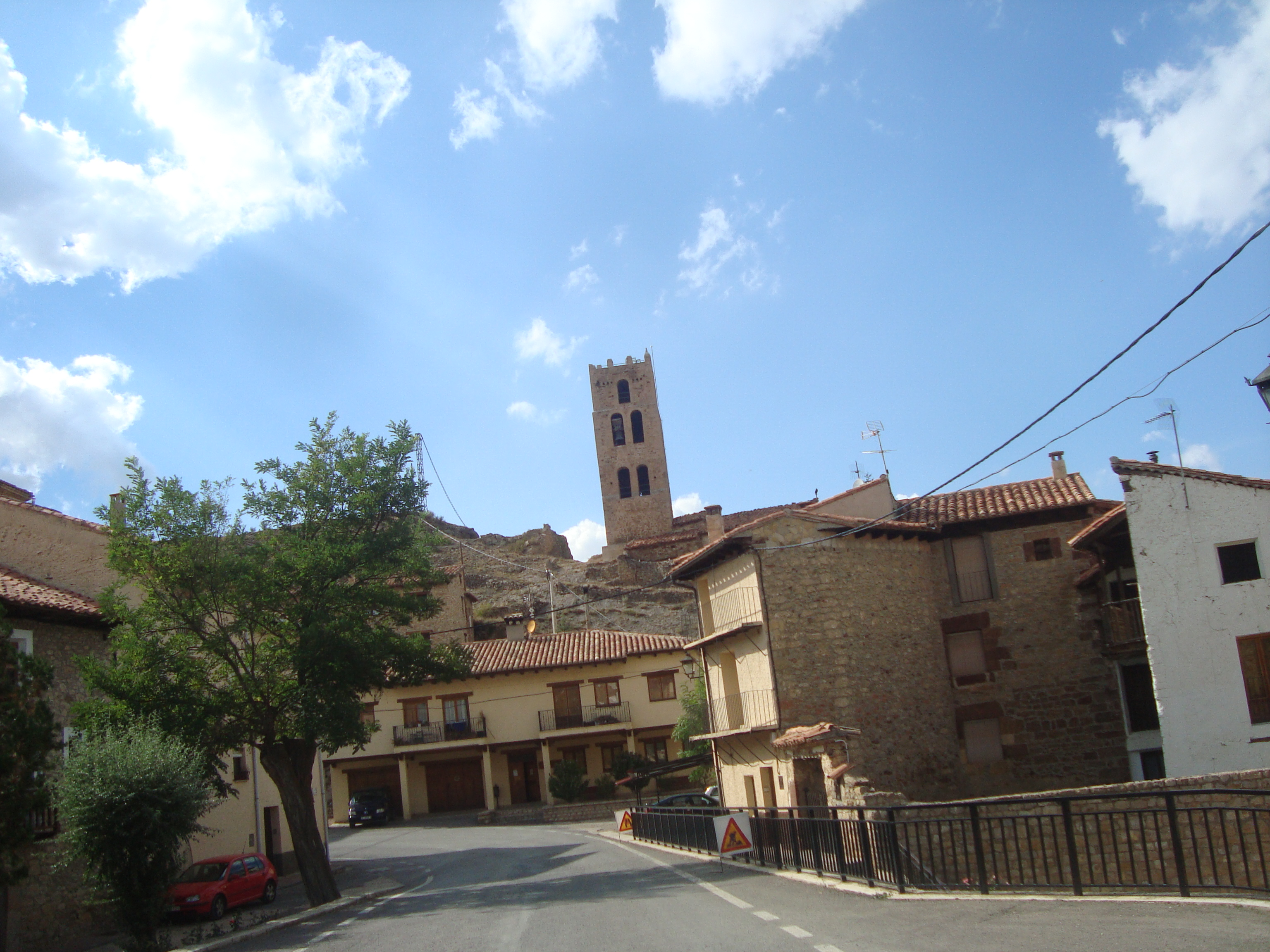
Villarroya de los Pinares

| Período   | Alcalde                | Partido |  |
| --------- | ---------------------- | ------- |  |
| 1979-1983 | Juan Ramón López Ariño | UCD     |  |
| 1983-1987 |                        |         |  |
| 1987-1991 |                        |         |  |
| 1991-1995 |                        |         |  |
| 1995-1999 |                        |         |  |
| 1999-2003 |                        |         |  |
| 2003-2007 |                        |         |  |
| 2007-2011 |                        |         |  |
| 2011-2015 | Arturo Martín Calvo    | PAR     |  |

| Partido político    | Partido político                                   | 2003   | 2007   | 2011   | 2015   |
| Partido político    | Partido político                                   | Ediles | Ediles | Ediles | Ediles |
|                     | Partido Aragonés (PAR)                             | 1      | 1      | 4      | 4      |
|                     | Ciudadanos (CS)                                    | —      | —      | —      | 1      |
|                     | Partido Popular de Aragón (PP)                     | 1      | 4      | 1      | —      |
|                     | Partido de los Socialistas de Aragón (PSOE-Aragón) | —      | —      | —      | —      |
|                     | Chunta Aragonesista (CHA)                          | —      | —      | —      | —      |
|                     | Izquierda Unida (IU)                               | 1      | —      | —      | —      |
| Total de concejales | Total de concejales                                | 3      | 5      | 5      | 5      |

## Patrimonio

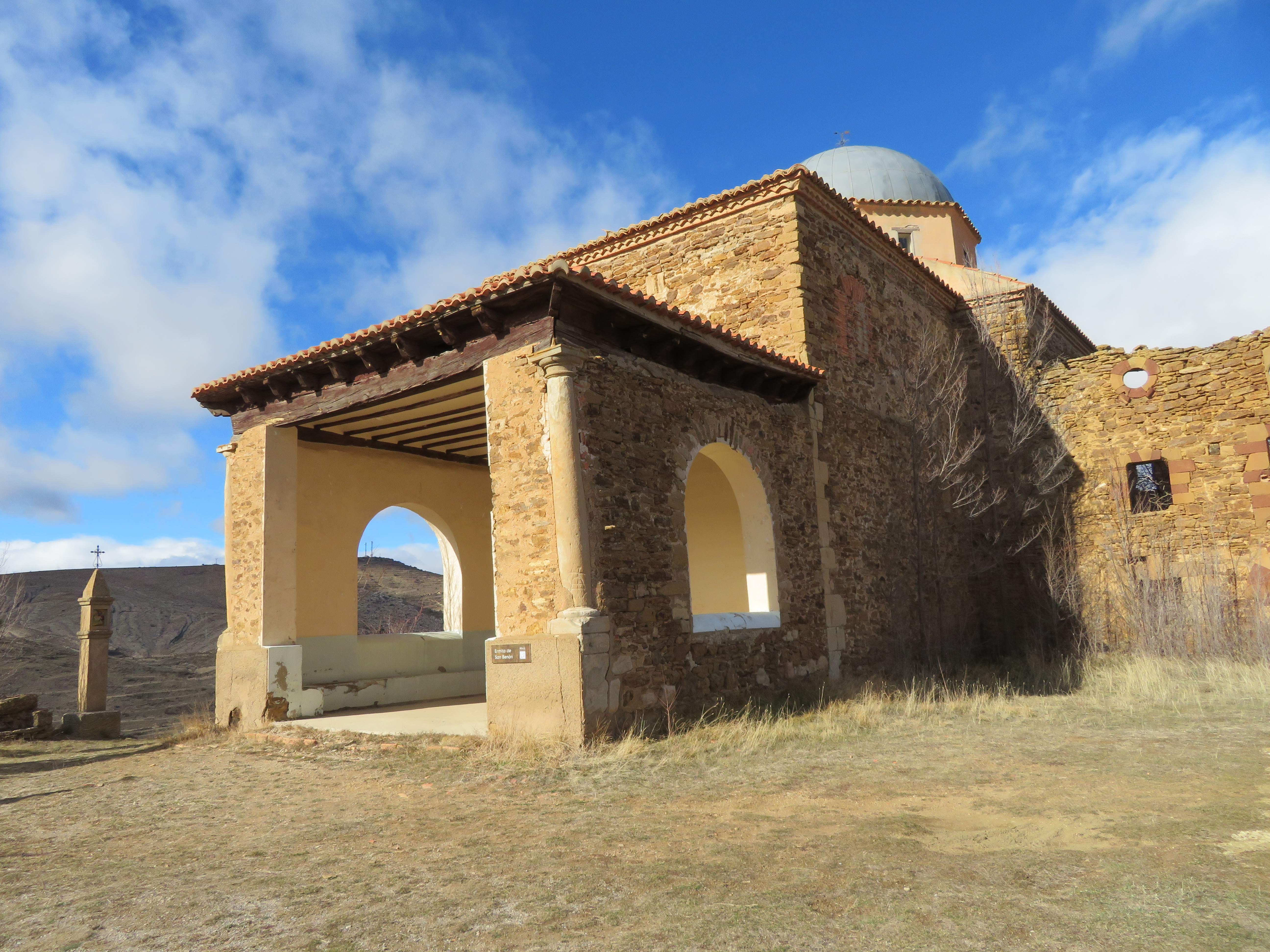
Ermita de San Benón (Benón de Meissen)

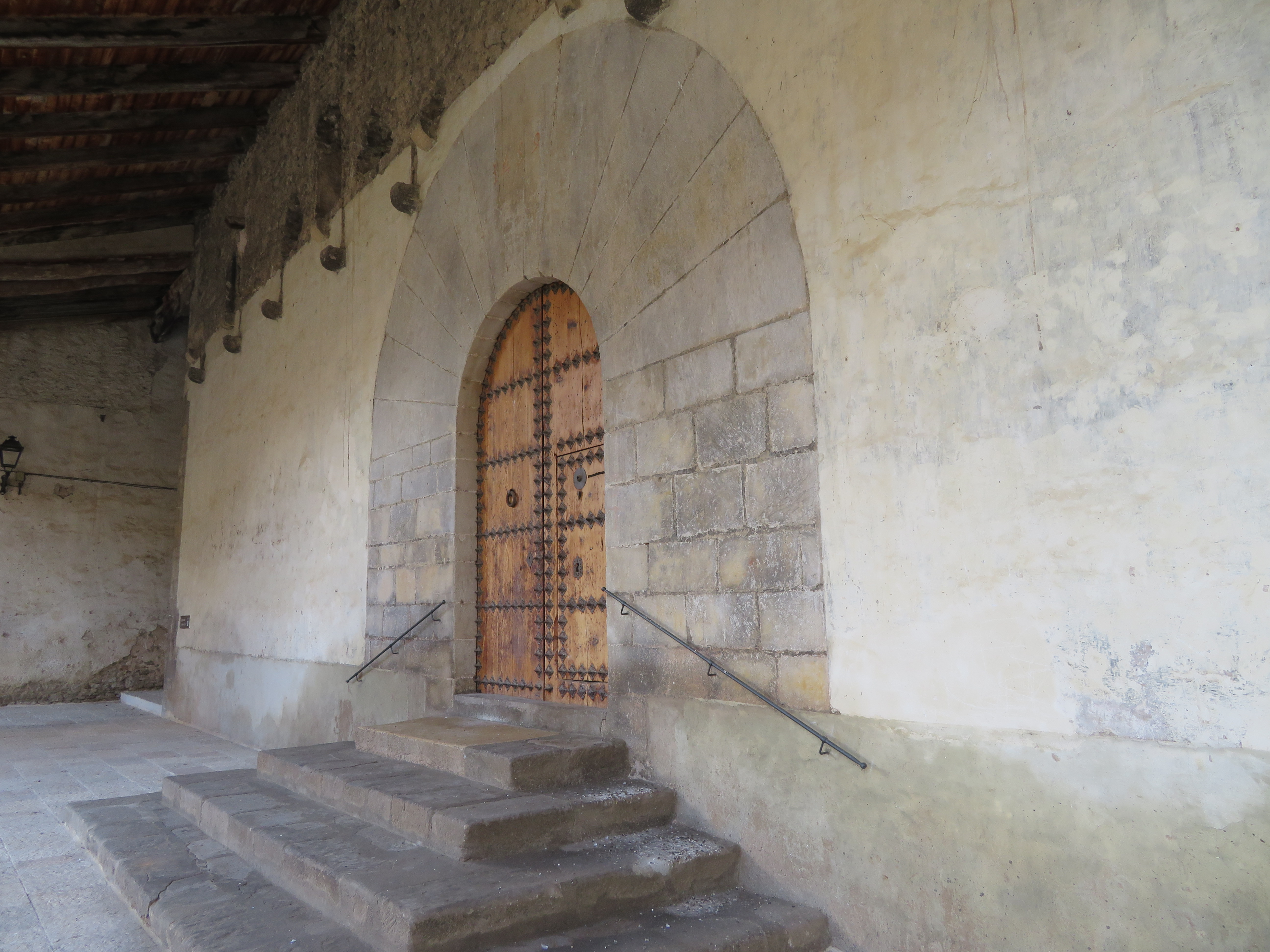
Portada de la iglesia de la Asunción

El pueblo de Villarroya de los Pinares fue declarado Conjunto Histórico-Artístico en 1982. Numerosos edificios históricos del caso urbano están coronados con escudos antiguos e inscripciones. 
- La iglesia gótica de la localidad, construida en 1459 y dedicada a la Virgen de la Asunción, tiene un notable ábside poligonal y una galería porticada. Ha experimentado varias reparaciones a partir de entonces. El cardenal de la Peña, que siempre albergó el sueño de trasformarla en catedral, yace sepultado en ella.
- La ermita levantada en honor al patrono del lugar, San Benón, se levanta en las inmediaciones de la localidad. También, en las cercanías de ésta, se encuentra el castillo en ruinas que perteneciera a Jaime I de Aragón.

## Fiestas
Se celebran dos fiestas patronales, una, el 16 de junio en honor de San Benón y otra, el 25 de julio en honor de Santiago.